# シマウサギワラビー
シマウサギワラビー（Lagostrophus fasciatus）は、二門歯目カンガルー科シマウサギワラビー属（ウサギワラビー属に含む説もあり）に分類される有袋類。本種のみでシマウサギワラビー属を構成する。

## 分布
オーストラリア（ドール島、バーニア島）固有種

## 形態
体長40-50cm。尾長35-40cm。体重1.3-2.5kg。全身は体毛の色彩は暗灰色で被われる。下半身背面に黒い横縞が入る。

## 生態
灌木林などに生息する。オスは縄張りを形成し、その中には複数のメスの行動圏が含まれる事が多い。夜行性で、昼間は茂みの中で休む。和名は跳躍や静止する様子がウサギのように見える事に由来する。
食性は植物食で、草を食べる。
繁殖形態は胎生。春季から夏季、もしくは雨季に繁殖する。1回に1頭の幼獣を産む。幼獣は生後6か月は母親の育児嚢の中で生活し、さらに3か月後に乳離れする。生後1年で性成熟するが、生後2年で初産を迎える個体が多い。

## 人間との関係
人為的に移入された動物による捕食などにより生息数は激減している。以前はオーストラリア南西部広域に分布していたが、多くの分布域では絶滅した。